# Ignacy Zawadzki
Ignacy Zawadzki herbu Zawadzki (ur. 1789 we Włościborzu – zm. 1875 w Poznaniu) – sekretarz generalny prefektury departamentu bydgoskiego Księstwa Warszawskiego, landrat w Czarnkowie, Śremie i Poznaniu, radca regencyjny w Legnicy.

## Życiorys
Urodził się 20 stycznia 1789 r. we Włościborzu, majątku rodzinnym matki na Krajnie. Był synem szambelana Antoniego Büthner-Zawadzkiego i Marianny z Rautenberg-Garczyńskich. W 1804 r. przeniósł się wraz z rodzicami do Warszawy, gdzie też uczęszczał do szkół publicznych. 
Na mocy dekretu księcia Fryderyka Augusta z 16 stycznia 1810 r. został mianowany sekretarzem generalnym prefektury bydgoskiej. Na tym stanowisku zdobył uznanie prefekta Antoniego Gliszczyńskiego.
Po likwidacji Księstwa Warszawskiego organizator władz pruskich w departamencie bydgoskim, Joseph von Stein-Kamieński uznał go za politycznie niepewnego i usunął z zajmowanego stanowiska. Jednak za wstawiennictwem Antoniego Radziwiłła, namiestnika Wielkiego Księstwa Poznańskiego, przeszedł do służby w administracji pruskiej.
Od 1816 r. pełnił, początkowo jako urzędnik tymczasowy, a od 1818 r. jako stały, funkcję landrata w powiecie czarnkowskim. 
Ponieważ miał problemy z uporaniem się z korespondencją w języku niemieckim, w 1821 r. przeniesiono go na stanowisko landrata na tereny z dominacją ludności polskiej - do Śremu, a następnie do Poznania.
Po powstaniu listopadowym, skutkiem dążenia władz pruskich do zniemczenia administracji w Wielkim Księstwie Poznańskim, został przeniesiony w 1835 r. na stanowisko radcy do Regencji w Legnicy. Po 6 latach pracy na tym stanowisku podał się do dymisji.
Podczas swojej pracy zjednał sobie życzliwość i poważanie zarówno Niemców, jak i Polaków.
Po przejściu na emeryturę osiadł w Poznaniu. Przez ostatnie dwadzieścia lat życia był ociemniały. Zmarł 9 stycznia 1875 r. w Poznaniu. W jego pogrzebie wzięło udział liczne grono Polaków, oddając hołd ostatniemu z polskich landratów Księstwie.
Był żonaty z Praksedą z Gozimierskich. Mieli synów: Bolesława (ur. 1819), Antoniego (ur. 1823) oraz córki: Izabellę (ur. 1826) i Zofię (ur. 1829).